# ザ☆ウルトラマン
『ザ☆ウルトラマン』は、1979年（昭和54年）4月4日から1980年（昭和55年）3月26日まで、 TBS系で毎週水曜日19:00 - 19:30に全50話が放送されたテレビアニメ。製作は円谷プロダクション、TBS。アニメーション制作は日本サンライズ（現：サンライズ）。
ウルトラシリーズ第8作であり、第3期ウルトラシリーズの1作目にあたる。平均視聴率は11.0%。

## 概要

### 物語の骨子
科学警備隊のヒカリ超一郎隊員は、宇宙ステーション・EGG3（エッグスリー）から地球に向かう途中、U40（ユーフォーティー）からやって来た宇宙人と出会う。ウルトラマンと名乗った彼は、地球に怪獣などの怪異や超自然現象による脅威が迫っていることを察知したU40によって、それらの災害から地球を守るために派遣された。空に光るウルトラサインなどで人類に脅威の到来を警告し、第3種接近遭遇としてヒカリと一体化する。
以後、ヒカリは危機に陥るとビームフラッシャーを使用してウルトラマンに変身し、怪獣や宇宙人と戦う。
中盤でウルトラマンの本名がジョーニアスであることが判明するほか、従来のウルトラシリーズの枠組みを逸脱し、ジョーニアスの故郷・U40を舞台に複数のウルトラマンが登場するスペースオペラ的な展開を見せる。

### 製作背景
『ウルトラマンレオ』以降、ウルトラシリーズは長らく途絶えていたが、児童誌におけるウルトラマンの漫画連載が人気を博し、1977年ごろに子供向けから青年向けまでのウルトラマン関係の各種関連書籍やグッズは子供たちを中心に人気が続いていた。これは、平均視聴率12パーセントを記録した1978年の『ウルトラセブン』などの旧シリーズの再放送が夕方や早朝に定期的に放映されていた点や世界的なSF映画ブームによる他の特撮テレビシリーズや特撮映画への再評価が非常に大きかった。この状況の中で、ウルトラシリーズの新作が期待されていた。これに対し、円谷プロはTBSにSFブームが取り入れられた『愛と夢のロマンのシリーズ ウルトラマンIII』というタイトルのウルトラマンIII（三世）が活躍する新機軸でのウルトラマンの企画案を提出したが、当時は『宇宙戦艦ヤマト』などのアニメブームの真っ最中であったことや、限られた制作費の予算と今後のメディア展開を考え、あえて実写ではなくアニメ作品として制作することとなり、企画が練り直され第2稿の『愛と夢のロマンのシリーズ ザ・ウルトラマン』となり、本作品とストーリーや設定が変わりない第3稿の『愛と夢のロマンのシリーズ 新・ウルトラマン』が完成した。企画書にはアクションや怪獣の造形などに関し、アニメの表現力によって特撮の限界を超えられる旨が強調されていた。しかし、当時の円谷プロはアニメ作品の製作技術を持っていなかったため、『恐竜探険隊ボーンフリー』などでつながりがあった日本サンライズに作品製作を委託した。
当時のアニメ撮影の主流だった16mmフィルムではなく、35mmフィルムで撮影したことで、オプチカル（光学合成）処理も群を抜く鮮やかな仕上がりとなった。また、当時の実写では難しかった複数や多数の怪獣やウルトラマンよりも巨大な敵との戦い、戦闘時のウルトラマンの浮遊感などもアニメーションであることの利点を活かして演出されている。
作品としては、タツノコプロ出身の鳥海永行や虫プロダクション出身の吉川惣司など、ベテランスタッフが制作に当たったため、起伏のあるドラマチックなストーリーが展開し、「主人公がウルトラマンであるがゆえに肝心な時に姿を消す」「主人公がウルトラマンに変身して怪獣を倒し活躍するも、評価されるのはウルトラマンばかりで人間としての自分は少しも認めて貰えない現実に苛立ちや不満を募らせ、葛藤する」という暗黙の了解がドラマ上の主題として正面から取り上げられ、主人公（すなわちヒカリ）の葛藤や周囲からの疑惑などを描かれたことが挙げられる。この主題は幾度かの変奏を経て、ウルトラマンの存在意義などの作品全体を意味付ける主題として昇華された。
チーフディレクターは第13話までは鳥海、第14話以降は神田武幸と表記されている。しかし、ディレクターの交代はスムーズに進んだわけではなかった。本作品で設定助手を務めた日本サンライズの河原よしえによると、ある日突然、ディレクターの鳥海をはじめ、担当プロデューサーや制作デスクといった主要スタッフが何の説明もなく辞職（理由は不明）。その結果、神田が後任のディレクターに就任するまでの約1か月半、新人スタッフだけでアニメ制作を進める異例の状況となったという。さらに、鳥海らに追随する形で制作の半分を担っていたグリーン・ボックスも離脱し、負担が一層増加。制作スケジュールが落ち着いたのは、『機動戦士ガンダム』の打ち切りが決まり、余剰スタッフが回ってきた40話を過ぎた頃だった。完結編に当たる最終4話分では、高橋良輔や富野喜幸（現：富野由悠季）が変名で絵コンテを制作した。また、平成作品でCGIモーションディレクターを務めた板野一郎も、当時アニメーター（動画）で参加していた。
アニメ作品として製作された本作品はショーなどの都合上、放映当時から実写用のスーツも撮影用とアトラクション用の2種類が製作された。放映開始からまもない1979年7月21日に公開された映画『ウルトラマン怪獣大決戦』では、各ウルトラ戦士の紹介場面にて新規に撮影された実写フィルムでの活躍を見ることができる。また、映画『新世紀ウルトラマン伝説』や『ウルトラギャラクシーファイト』にもジョーニアスが実写で登場している。そのほか、各種編集ビデオではアニメ映像が他のシリーズ同様に扱われている。
近畿広域圏でのウルトラシリーズのネット局は『レオ』までは朝日放送であったが、『レオ』終了直後の1975年3月31日のネットチェンジによって毎日放送に変更されており、毎日放送としては本作品がウルトラシリーズの新作の初放送となった。
なお、円谷英明は著書『ウルトラマンが泣いている』の「第二章　テレビから『消えた』理由」（61ページ）で、本作品について、「ウルトラシリーズのテレビ・レギュラー放送がなかった1970年代後半には、アニメがたくさん放送されていた」「その流れに乗って、『ザ☆ウルトラマン』というタイトルでアニメ版を放送したが、それまでの特撮を見慣れた視聴者には違和感があり、ややがっかりさせる結果となった」「ウルトラシリーズのファンの間で賛否両論が盛り上がり、それは実写版ウルトラマンの新作を見たいという声に発展し、これが『ウルトラマン80』の実現の後押しになった」とコメントしている。

### 設定・構成
アニメという媒体への違和感を緩和するため、科学警備隊の隊員編成を、隊長、ウルトラマンに変身するヒーロー、巨漢、科学者、紅一点としたうえ、隊員たちが隊長を「キャップ」と呼ぶなど、『ウルトラマン』の科学特捜隊を踏襲している。そのネーミングも、科特隊と『ウルトラセブン』のウルトラ警備隊を掛け合わせたかのような名前で、エンブレムは科特隊を意識している。また、オープニングアニメーションには、『帰ってきたウルトラマン』のOPで採用されたシルエットと同様の、隊員が一斉射撃を構えるポーズが挿入されており、『ウルトラマン』での科学者タイプのイデ隊員を思わせるトベ隊員の声優には、実際にイデ隊員役の二瓶正也が起用されている。

### 名称
『コロコロコミック』などに連載された内山まもるによる漫画『ザ・ウルトラマン』と当時のTBSの人気歌番組『ザ・ベストテン』にあやかり、その語音の強さから命名された。本来、接頭語の「ザ」（英語のthe）は「ウ」などの母音の前では「ジ」と発音するが、放送当時の日本ではそのことが一般的ではなかったため、本作品でも「ザ」と表記されている。

## 登場人物

### ウルトラマンジョーニアス
- 活動時間：約4分[12][13]
- 声 - 伊武雅之[注釈 4]

ウルトラの星U40からやってきたウルトラヒューマノイド。科学警備隊のヒカリ超一郎にコンタクトを取り一体化しており、戦闘時はビームフラッシャーを額に当てることでウルトラマンに変身、第21話以降は「ウルトラチェンジ！」と叫びながら変身している。
変身方法も2パターンあり、物語前半は主にビームフラッシャーを高く投げ額に当て変身していたが、物語後半から主にビームフラッシャーを天空に翳して光のエネルギーを集中させ「ウルトラチェンジ！」と叫んで額に当てることで変身する。急いでいるときは物語前半の変身などを使う。また、19話からウルトラマンに変身するまでには上にヒカリがジャンプし「シュワッチ！」と叫びウルトラマンに変身、ウルトラマンも空で「シュワ！」と叫び地上に降りてくる描写が追加された。
スターシンボルと呼ばれるカラータイマーが、青→黄→赤→赤の点滅という道路信号パターンでランプが変化するところが特徴で、赤の点滅になってから30秒が活動限界である。過去作品の一体化型ウルトラマンが徐々に人間と意識レベルで融合していったのに対し、最後までヒカリとは別人物として描かれた。
第49話でウルトラ艦隊を救援するため一旦ヒカリと分離したが、最終回でヒカリと合体し戦いの後に再度分離し、人間態で初めてヒカリと対面した。地球に平和が訪れたことを見届けた後、U40に帰っていった。
放送開始時点では単に「ウルトラマン」と称されていたが、第20話において彼の名が「ジョーニアス」であることがはじめて明らかにされる。通称は「ウルトラマンJ（）」。主に地球人からは「ウルトラマン」、U40の人々からは「ジョーニアス」と呼ばれる。ヒカリは当初は「ウルトラマン」と呼んでいたが名前が明かされてからは「ジョーニアス」と呼称した。
- ジョーニアスの名前の由来は、満田かずほの子息の名前「じょう」と「ジュニアス」と米国の「ジョージア州」の3つから由来する。
- 『ウルトラマン』では主人公とウルトラマンの対話が第1話しか描かれなかったが、本作品ではヒカリとウルトラマンが別人格であることが折に触れて表現されているため、異星人と地球人の相互理解というテーマが重要視された[7]。

#### 技
プラニウム光線
二本指を突き出した両手を左右に扇状に広げたアクションの後、両腕をL字型に組んで放つ必殺光線。組んで右腕のプラス、左腕のマイナスのプラニウムエネルギーをスパークさせ、右腕に破壊エネルギーの光弾を収束させてから敵に投げつけるAタイプと、右腕にアストロスポットからの光線エネルギーを集中させて組んですぐに光線を発射するBタイプがあり、威力はAタイプ、発射時間はBタイプが優れている。Bタイプには、電撃状の光線を撃って敵を痺れさせるタイプや、両腕を顔の前でクロスさせて撃つ変形タイププラニウム光線クロス撃ちもあり、後者はアイランダの触手を怯ませた他、42話でも使用されている。また、Bタイプの光線を放った後にAタイプの光弾を投げつけるなど合わせて使用されたこともある。
第35話ではエレクのエレクリウムビーム、ロトのロトラリア光線と同時にプラニウム光線Bタイプを放つ3戦士トリプル光線を使用した。
ロッキングスパーク
プラニウム光線（Aタイプ）の強化バージョンで、両手の拳を突き合わせてエネルギーを溜め、発生させた光球を放出する。ジョーニアスの技のなかでは最も威力が高く、第21話で900メートル以上の大きさを持つバゴンを倒している。
アストロビーム
額のアストロスポットから放つエネルギー光線。顔の前で両腕を交差させてから放つ。スパイラルの心臓を貫き、ドラゴドスの翼を焼き切った。通常は破壊光線として使用するが、ザロームに吸収合体した魔術師を、細胞分解で救出したアストロビーム分解光線や、ファイヤバドンに使用した、L字型に組んだ腕に当てることで、アストロエネルギーとプラニウムエネルギーを合成して発射するエネルギー合成光線に使い分けられる。
スタービーム
額のアストロスポットから放つ、星型光弾。威力は低いが連射が可能。第19話でベドランに使用した他、35話ではプリズンにいた、名称不明の怪獣を倒している。
ブーメランギロチン
プラニウムエネルギーを三日月形に凝縮して放つ、光の刃。第27話でレッドキングを倒した。
ウルトラレーザーショット
手の先から手裏剣のように速射する破壊エネルギー光弾。色々な形がある。第7話でコンピューゴンに使用。
リトル光線
怪獣を半永久的に小さくする光線。罪の無い巨大生物を保護する時以外は使ってはいけない技とされている。タフギラコ、キングモアを小さくした。
ウルトラスピニングフラッシュ
横に両腕を開いて体を高速回転させて、全身から四方八方に連続発射する光弾。第13話でガラドラスに使用。
ウルトラストッパー
特殊エネルギーで敵を包み、一時的に活動を停止させる光線。エネルギーを著しく消耗する。第30話でスケルドンに使用。
ウルトラアイ
透視能力。第30話では、ウルトラストッパーで停止させたスケルドンの体を透視し、弱点を発見した。
ウルトラメディカルパワー
両手先からリング状の光線を照射し負傷した人間などを治療させる光線。第13話でガラドラスの怪周波で石化した人々を元に戻した。
スーパーマグマ
第36話で白鳥座82番星人ユンク博士の娘ノアからジョーニアスに託されたスーパーマグマエネルギーカプセルを体内に吸収、プラニウムエネルギーと合わせて放つ火炎光線。カプセルを太陽光線に当ててからでなければ使用できない。ダランチュラスを倒した。
ウルトラボディスクリュー
両拳を前に突き出して飛行し、高速スピンしながら突進して、ドリルのように敵を貫く。第23話ではザンバを貫いてダメージを与えたほか、第14話のザイクロン戦では120メートルに巨大化した状態で使用して倒した。
ウルトラバリヤーケース
敵を光で包んで動きを封じておとなしくさせる防御エネルギー幕。第10話のザローム戦で大小2つ作り出し、大でザロームを閉じ込め、一時的に細胞分解させる際、分解した体が散らばるのを防いで、小にザロームに吸収されていた魔術師・佐竹の細胞を転送してバリヤー内で実体化させるために使用。
バリヤーガス
第4話で気体化したレッドスモーギを、ガス状のバリヤーで包み込み、宇宙空間へ運んだ。
ディフェンスファープ
両腕から発生させる防御エネルギー光。第13話でガラドラスの怪周波を防いだ。
ウルトラバリヤー
光の壁を体の前面に発生し、敵の攻撃を防ぐ。エネルギーを調整することによって、強度が変化する。第34話で使用したが、エネルギーを消耗していたために、グロテングの光線に破られた。
スペースミラーバリヤー
宇宙空間で両手を交差させ、開くと発生する防御エネルギー波。第44話でスペーダーの閃光を防いだ。
ウルトラパンチ
強力なパワーとともにエネルギーを集中させた拳を相手に叩きつける、基本的な技のひとつ。相手の弱点を狙ったり、連続して繰り出したりと状況に応じて使い分けており、真正面に放つ「ストレートパンチ」やマッハ8のスピードを生かして飛行しながら打ち抜く「フライングパンチ」などがある。
ウルトラチョップ
強烈なパワーとスピードで繰り出す、強力な手刀。ゴグランなどに使用した、頭上から振り下ろす「チョップV」と、オプトの角を折るために繰り出した、水平に放つ「チョップH」を使い分ける。
ウルトラエルボースマッシュ
パワーを集中させて折り曲げた肘を相手に打ち下ろすことでダメージを与える技で、接近戦において効果を発揮する。また、羽交い締めにされた際などの脱出方法としても使用。ヘルキャットに用いた片ひじタイプと、ザイクロンに放った両ひじタイプがある。
ウルトラキック
パワーを集中させた強靭な脚力から放つ蹴り技で、相手に多大なダメージを加える。また、高く舞い上がってから急降下して放つ「急降下キック」や、相手を空高く放り上げて、空中キックを決める「空中キック」（フライングキック）などのバリエーションも存在する。
ニードロップ
高度数百メートルまでジャンプしたのち、急降下して敵の体にひざを打ちつける強烈な技。第19話で地面に倒れたゲラドに対して使用した。
ひざ蹴り（膝蹴り）
突進しながら、敵にひざを相手に叩きつけることで活動力を弱める技。第29話で飛行するジャゴンに対して使用した。
ウルトラスウィング
強大なパワーによる投げ技。第19話で自身の倍以上の体重を持つゲラドの尻尾をつかんで投げ飛ばした。
ウルトラ回転投げ
敵の体を抱え上げ、何度も回転を加えたのちに投げ飛ばす技。第13話のガラドラスとの湖面での戦いにおいて、水の浮力を利用して投げ飛ばした。
ウルトラ回転足投げ
敵の首を両脚で挟み込んだうえで、体を回転させて勢いをつけ、一気に投げ落とす技。バダンやキングモアとの戦いなどで使用した。
巴投げ
自らの体を仰向けに倒しつつ、両足で相手の腹部を蹴り上げて後ろに投げ飛ばす技。自分より大きな怪獣に対して効果的で、ドルフィーゴ戦などにおいて使用した。
ウルトラ岩石落とし
頭上に担ぎ上げた相手を、思い切り地面に叩きつける技。タフギランなどに対して使用した。
脳天逆落とし
空中で敵の首を抱え込み、地上に向かって急降下することで、頭部を地面に激突させる技。第29話で空を飛ぶジャゴンに対して用いた。
空中回転落とし
敵の足をつかんだまま空中で激しく回転し、敵の目を回させてから、勢いよく放り投げる技。第16話でキングモアに対して使用した。
空中逆落とし
両腕で敵を担ぎ上げたまま空に飛び上がり、高空から地面に叩きつける技。第1話でシーグラを用いたほか、第3話では海水に弱いワニゴドンを、海に投げ込んだ。
ウルトラ首締め（ウルトラ首絞め）
100万馬力のパワーを活かし、相手の首を締め上げる技。ガドンやキングモアなどの怪獣に用いた。
ヘッドロック
両腕で相手の頭部を抱え込んで締め上げて気絶させる技。ゲラドや翼竜怪獣などとの戦いで使用した。
ウルトラアタック
全速力で相手に駆け寄って、体当たりで撥ね飛ばす技。第26話でギバルーガに対して使用した。
空中アタック
マッハ8の最高速度で飛行しながら、敵に体当たりする技。第15話のゴグランのように、空中を飛ぶ怪獣に用いた。
急降下ボディクラッシュ
敵に全体重をかけて高空から落下させ、地面に激突させる技で、通常の投げ技に比べてダメージを倍増させる。第15話でゴグランに対して使用した。
ウルトラアームホイップ
敵に足を引っ掛け、遠くに投げ飛ばす柔道に酷似した技。
ウルトラ解凍
全身から高熱エネルギーを放射し、シーグラの冷凍光線で凍りついた体を解かした。
テレポーテーション
第29話で使用、大阪から東京へ瞬間移動した。大きくエネルギーを消費する。
エネルギー注入
生命エネルギーを分け与え、重傷を負った者を回復させる。第31話でヒカリを通して使用、全身火傷を負った京子（この時アミアが一体化していた）を回復させた。
ミクロ化能力
全身を縮小させて怪獣の体内などに侵入して活動する際に使用する能力。
ウルトラバキューム
怪獣を特殊エネルギーで自身の下に吸い寄せる。

#### 客演作品
実写作品の世界観でも「ウルトラマン・フェスティバル」などのイベントで客演する機会が多い。
『ウルトラマン怪獣大決戦』
宇宙警備隊員として客演し、同映画の主題歌「ウルトラマン物語」にも「ウルトラマンジョーニアス」という歌詞が存在している。
ウルトラマンが地球へ旅立つ際に、光の国の銀の広場にウルトラマンキングに他のウルトラ兄弟と共に招集され、新しい戦士として紹介され、新規撮影された戦闘シーン（元々はウルトラ戦士各人が自分の技のデモンストレーションを行うシーンが過去の回想で技を見せるシーンへ変更されたため、ジョーニアスのみ新撮になった）がある。
- ジョーニアスの着ぐるみはアトラクション用に新規造型されたもので、後の映画二作に登場するマスクも同じ型から製作されている。目は透明パーツで造形されており、特報フィルムでは目の部分は塗りで表現しているほか、本編では目にライトが輝いている。

『新世紀ウルトラマン伝説』
本作品の映像の流用でゲラドやバゴンとの戦いが紹介され、その後他のウルトラ戦士と共に天空魔と戦った。
- 着ぐるみは怪獣大決戦版の型から作られたマスクであるが、目を小さめに直されている。このスーツは翌年も使用された。

『新世紀2003ウルトラマン伝説 THE KING'S JUBILEE』
ウルトラマンキングの誕生日を他のウルトラ戦士と共に祝福する。
『ウルトラギャラクシーファイト 大いなる陰謀』
「Chapter.3：明かされし野望 -Appearance-」に登場。実写作品への登場は17年ぶりとなる。声は金光宣明が担当。
U40に出現したアブソリュートタルタロスと互角の勝負を繰り広げ、これを撤退させる。その後駆けつけたウルトラマンゼロからタルタロスの軍勢に対抗する部隊への参加を打診される。

### 科学警備隊

#### 主な隊員
ヒカリ 超一郎（）
声 - 富山敬
本作品の主人公。20歳。地球防衛軍宇宙開発グループの一員であったが、宇宙ステーションEGG3から科学警備隊に転任し、ステーションホークN3へ向かう途中でウルトラマンジョーニアスと第三種接近遭遇し、彼と一体化する。
ウルトラマンに変身している間は必然的にいなくなるため、周囲から疑惑の目で見られることに苦悩するが、終盤で正体を隠して戦う意義を見出した。ニシキ先生からは「若いの」と呼ばれる。
かつてEGG3に衝突した隕石から出てきたゴグランから多くの人命を救うため、酸欠で呼吸困難に陥りながらもゴグランの幼虫を倒したことがあり、ジョーニアスと一体化するきっかけにもなった。
バデル族がウルトラマインドで造り出した精神寄生体によるは虫怪獣との戦いで命を落としてしまうが、U40でジョーニアス共々蘇生手術を受けて蘇った。そこで出会ったジョーニアスの妹・アミアに想いを寄せるようになる。
アキヤマ 徹男
声 - 森川公也（第1 - 26話）
科学警備隊の初代キャップ。41歳。元レスキュー部隊の指揮官で、科学警備隊の結成において、隊員選抜の委任やスーパーマードックの使用を認めさせることを条件に隊長の任を引き受ける。
任務では常に冷静沈着な姿勢で臨み、その一方で隊員たちに対する心配りを忘れない。ニシキ先生からは「隊長君」と呼ばれる。
ギバルーガとの戦いの後、怪獣作戦参謀としてアメリカゾーンに転任した。
ゴンドウ 大助
声 - 柴田秀勝（第28 - 50話）
科学警備隊の2代目隊長。怪獣作戦参謀としてアメリカゾーンに転任したアキヤマの後任として選ばれた。知的なアキヤマと違ってバリバリの体育会系的性格。
就任当初は隊員たちの反感を買っていたが、ダバランとの戦いを通じて任務にかける熱意が伝わり、信頼されるようになる。ニシキ先生からは、初対面時は「でかいの」、その後は「隊長君」と呼ばれる。
豪快かつ大らかな性格で、知的な判断力を兼ね備え、任務においては何事にも屈せず、常に厳しい態度で臨むが、その一方で茶目っ気ある一面も見せ、怪談やお化けなどのオカルト分野が苦手だったりする。
ヒカリとジョーニアスとの関係に薄々気付き、ジョーニアスに感謝する一方で彼の力に依存していることに苦悩するが、ヒカリが変身して戦えば簡単に勝てると依存してしまったことで大賢者を死に追いやってしまったことを悔やみ、他の隊員たちと共にウルトラマンの力に寄りかからずに自分たちの力で解決することを決意する。
終盤ではヘラー軍団との決着をつけるために防衛会議の決定を無視してウルトリアで出撃することを決断した。
マルメ 敬
声 - 兼本新吾（第1 - 19・21 - 50話）
25歳。作戦参謀室に所属していたが、自ら慕っていたアキヤマに直訴した上で科学警備隊に配属される。ゆえにアキヤマの推薦以外で入隊した唯一の隊員。怪力の持ち主で射撃の名手である。趣味にライブスチームづくりをする器用な面があり、時空コンパスを作ったこともある。実家は九州で母親が住んでいる。ムツミに恋愛感情を抱いているが、相手にされていない。ニシキ先生からは「丸いの」と呼ばれる。
肝心な時（ウルトラマンジョーニアスの出現時）にヒカリがいなくなることを指摘することが多く、「未熟者」と笑って済ますこともあれば「逃げる弱虫」と糾弾することもあり、ステーションで隕石による被害に遭った時のことを嘲笑した。最終的には「ヒカリ＝ジョーニアス」という関係を疑い、大賢者が処刑される直前、自分たちがいるからこそヒカリが変身できないことに加え、その時点でヒカリとジョーニアスが分離していたことを知らなかったことで「お前がウルトラマンだということはみんな知ってるんだぞ!」と非難し、後に隊長や仲間と共に依存したことを後悔した。
トベ 博明
声 - 二瓶正也（第1 - 19・21 - 50話）
24歳。かつては新兵器開発室に所属していたが、常々地球に起きる怪事件に関心を持っており、アキヤマの推薦で科学警備隊に転任する。機械工学や航空力学、電子工学で博士号を有する天才肌で、スーパーマードックの設計をしていたことから数々の新兵器の研究や開発を行っている。頭脳派キャラであると同時に行動的な性格でもあり、アキヤマ退任からゴンドウ赴任の間までは隊長代行として指揮を務めた。ニシキ先生からは「運転手君」と呼ばれており、それゆえ、彼が苦手。
理知的な性格のため、マルメと違い他の隊員と対立することはほとんどないが、ヒカリがマルメに肝心な時にいなくなることを非難され反論した際には「行動で示せ」とヒカリを諭し、直後にゲドンとの戦いでムツミが重体に陥ると、ジョーニアスに変身するためにムツミの傍を離れていたヒカリを叱咤した。
- 初期稿のキャラクターデザインでは短髪で眼鏡をかけた風貌だったが、声の担当が二瓶正也に決定したことで変更が加えられている。

星川 ムツミ
声 - 島本須美（第1 - 19・21 - 50話）
18歳。科学警備隊の紅一点で、地球で発生した怪現象に興味を持ち、データ収集を行ったことが認められ、医療班から転属される。勝気な性格で、心優しい人物だが、女性という理由だけで特別扱いされることを嫌い、男性隊員に引けを取らないほどの実力を持つ。ただし、コーヒーを淹れるのは苦手。ニシキ先生からは「お嬢さん」と呼ばれる。
怪事件に関心を持ち、警備隊結成以前からトベとは旧知であり、ファイヤバドンなどの正体を看破したこともある。
ヒカリに対して想いを寄せている。隊員服の下に水着を着込んで出動し、事件に巻き込まれたことがある。終盤、ゴンドウとほぼ同じころにヒカリとジョーニアスとの関係に薄々気付き、ゴンドウに相談しようとして制止されたことがある。第46話ではヘラー軍の艦隊の攻撃で搭乗していたバーディーからの脱出後に死亡してしまうが、その回のうちに蘇生している。
第39話では全裸でのシャワーシーンも見せている。

### 地球防衛軍関係者
ピグ
声 - 滝口順平
地球防衛軍に配備されているピグモンそっくりの100体ある高性能の分析ロボットの第1号で、正式名称は「コンピュータロボット・78」。口癖は「〜なんだな」と「〜やっぱし」。
常に科学警備隊の司令室でモンキと共に情報担当として働き、異常電波を感知する危険察知回路、怪獣語も翻訳する言語コンピュータ搭載。地球防衛軍極東ゾーン基地中央コンピューターとほぼ同等の機能を持つ。料理も可能。腹部が開閉して小物を収納可能。マルメ隊員とは良きコンビ。ニシキ教授からは「ピッケル君」と呼ばれる。
ロボットの第1号ゆえに自分を旧式と思い込み自暴自棄になったこともある。
戦闘機の操縦も出来るため、稀にパイロットとして戦闘に参加することもある。
『ウルトラマン』に登場したピグモンがモデルになっており、「ロボット・ピグの歌」でも自分のルーツ、先祖とピグ自身が歌っている。
モンキ
声 - 千葉繁
科学警備隊のマスコットキャラクターに当たる子猿。人語を理解し、常にピグと行動を共にしている。
ヘラー軍団の物質転送装置により、一時的にドストニー1号と融合してモンキ・ドストニーとなってしまい、ドストニー2号と戦ったことがある。

ウルック
声 - 野沢由香里
ウルトリアに複数配備されているサポートロボットで、ウルトリア起動後にピグが起動ボタンを押したことによって1号が起動し、そのまま科学警備隊のサポート役となる。ピグと同じく人間的感情を持っており、良きケンカ友達でもある。必ず語尾を上げるのが特徴。まめで働き者だが、融通が効かない。足が無く、ホバー機能で移動する。
野島 ユリ子
声 - 岡本茉莉（第12・13・18話）
地球防衛軍・極東ゾーン基地の喫茶室で働く女性。怪獣に詳しく、自室の壁にウーやカメレキングなどの怪獣・超獣の写真を飾っている。
過去には警備隊の隊員試験を受けたが落選しており、基地勤務を希望したのは近くにいたいためであった。
実家がある南浮子島に開業医をしている父を残し、上京。アイランダが島を襲撃した際には、ムツミ隊員に代わって島に赴いたことがあるが、父親には隊員と嘯いている。
ヒカリたちには「ユリちゃん」、マルメやトベには時々「ユリ」と呼ばれ、島の漁師からは「ユリッペ」と呼ばれている。
桜田長官
声 - 塩見竜介（第1・7・14・19・26・28・29・35・36・38・45・47話）
地球防衛軍・極東ゾーン基地の最高責任者。懐が広く、科学警備隊のメンバーからの信頼は厚い。U40へ向かおうとする警備隊を他の幹部たちが反対する中、一人だけ笑顔を見せていた。
宮井副官
声 - 上田敏也（第26・28・38話）、石井敏郎（第19話）、緑川稔（第45話）
桜田長官の側近。典型的な腰巾着であるが、どこか空回りしているところがある。
ヘンリー・ニシキ先生
声 - 熊倉一雄（第5・17・32・44話）
ロンドン生まれの日系二世でアフリカゾーンに所属している科学者。普段はアフリカの豪邸で暮らしており、専用ジェットを所有している。常に怪獣に関する研究を行っており、また行動派として科学警備隊をサポートするが、人名をまともに覚えずに適当な呼び方で済ませるところが玉に瑕。ジョーニアスが登場すると狂喜乱舞する。
ジョーニアスのリトル光線で縮小されたタフギラコを引き取り、アフリカゾーンにある自宅で飼っている。終盤に登場した際、ウルトリアが分離出来ることを発見した。時々ヒカリがウルトラマンジョーニアスだと看破しているかのような一面を見せる。
パブロ
声 - 千葉繁（第17話）※ノンクレジット
科学警備隊・アフリカゾーンの隊員。昆虫採集をしていたニシキ先生と同行していた。

### U40
U40に住むウルトラ人は、普段は地球人とよく似た肉体に古代ギリシャのヒマティオンやトーガに似た白い衣服を身に纏った姿であるが、ジョーニアス同様精神を集中させることでウルトラマンに変身する。
U40にて最高の戦士に与えられる勇者の証・スターシンボルを使用することにより、宇宙のどの星にも短時間で瞬間移動できる。ウルトラ人の中でも巨大化できるのは8人と少なく、その中でもジョーニアスは最強の戦士とされている。緊急時には、自ら生命活動を止め仮死状態となり、あらゆる熱や圧力に耐えられる。
後年の作品である『ウルトラマンタイガ』に登場したウルトラマンタイタスがこのウルトラ人と同族であることや、新たにスターシンボルを授かっていることも判明している。

エレク
声 - 池田勝（第19・20・21・27・31・34・35・48 - 50話）
U40のウルトラ人の一人で、8人のウルトラ戦士の中ではリーダー的存在。仲間想いで理知的な人物。腕をL字形に組んで発射する、ジョーニアスのプラニウム光線Bタイプと同等の威力があるエレクリウムビーム（エレクトリウムビーム）、ドーム状のバリヤー・エレクバリヤーが使える。また、ロトと同時に敵の両腕を掴んで空中から地面へ投げ飛ばすウルトラ回転投げという技を持つ。

ロト
声 - 宮村義人（第20・21・27・34・35・48 - 50話）
U40のウルトラ人の一人。光のエネルギーを集中させた腕を十字に組んで発射する、ジョーニアスのプラニウム光線Bと同等の威力があるロトラリア光線が使える。

アミア
声 - 滝沢久美子（第20・21・31・37・38・47 - 50話）
ジョーニアスの妹。変身はできるが自力での巨大化はできない（ただし第31話ではスターシンボルを持ち出して変身したため、巨大化した。上記データはその時のもの）。
ヒカリ隊員に想いを寄せており、無断で地球へ来たこともある。
腕をL字形に組んで発射するアミアッシャー、暗闇を見通す強力な眼光アミア・アイが使える。戦闘時にはレーザー砲を装備する双発双胴の複座戦闘機を使用することもある。変身後はブーツに小型光線銃を隠し持っている。
大賢者
声 - 宮内幸平（第20・21・27・31・34・37・49・50話）
U40の最高指導者。ジョーニアスたちを見守る長老。第49話でヘラー軍団に捕まり、分解装置にかけられて原子分解するも、最終回でアミアが原子配列方法が記録されているカードを復元システムに入れたため、復活を遂げた。
ウルトラ5大戦士
U40のウルトラ人のうち、巨大化変身できる5人。両腕を伸ばして手の先から撃ち出す速射光線ウルトラ戦士ハンドビーム（ハンドビーム）や強い破壊力を持つ必殺光線ウルトラ光線ソルジャーレイを発射可能。
ジョーニアス、エレク、ロトらと合わせて8人の戦士の合体技として、8人同時に光線を発射するウルトラスーパーレーザー、7人のエネルギーで球状バリヤーを作り出すウルトラ戦士合同バリヤーがある。前者はバラドン星人の円盤を粉砕し、後者はバデル族に盗まれたウルトラマインドのパワーを封じた。5人の戦士のうちひとりの名前が第21話でメレグであると判明している。
また、第20話の台本ではあと二人にノア、ミゲルの名前が設定されていた。
一般戦士（ウルトラの戦士）
U40で大賢者やエレク、ロトたち戦士のサポートをする巨大化出来ない戦士。第34・35話で大賢者の指揮の下、奪われた怪獣収容星プリズンの捜索をしていた。
全員が同じ顔と姿で描写されている。ジョーニアスのボディの模様を簡略化した姿で、鋭く切れ長なジョーニアスの目に比べ実写版初代ウルトラマンのような卵型の丸い目をしている。
議員
U40にある裁判所の議会を運営する政治家たち。第37話で永遠の命を欲しがるヘラーに激しく反発する。

### ヘラー軍団
元はウルトラ人だったが、宇宙征服に乗り出したヘラーの指揮する軍事帝国。ヘラーから兵士に至るまで全員がウルトラ人だが、裏切った際に皆変身能力は棄てている（ウルトラマインドの力は変身のために使われるが、それに使わなければ不老不死を手にすることもできる）。裏切ったウルトラ人以外にも、多数の怪獣や異星人を従えている。

ヘラー
声 - 大木民夫（第37・49・50話）
ヘラー軍団を率いる冷酷非道の独裁者で、反ウルトラヒューマノイド。部下をも平気で見殺しにする残酷な性格。ウルトラマインドの力で全宇宙の征服を目論む。大賢者に反逆したことで、大賢者たちによってU40を追放されたが、暗黒星雲に大帝国を築いた。反逆時に変身能力は失われたが、代わりに不老の力を手に入れた。大艦隊を率いてU40を占領。次の攻撃目標をウルトリアが眠る地球に定め、ロイガーの部隊を派遣した。パンサーという豹に似た生物を飼っている。小型の鞭を振るい、部下に指令を下す。
戦術家としても優秀で、U40に迫ったウルトリアをわざと潜入させて撃墜した。基地に潜入した科学警備隊を捕らえてジョーニアスの正体を確かめようとするが、既にジョーニアスはヒカリと分離していたために失敗。
ジョーニアスたちの反撃によって艦隊が壊滅した後、本拠地であるヘラーシティを浮上させてU40から脱出しようとするが、ジョーニアスの鉄拳を受け、絶叫しながら爆発するヘラーシティと運命を共にした。

ロイガー
声 - 大友龍三郎（第37 - 44・48話）
ヘラーの右腕と呼ばれる参謀格の側近であり、反ウルトラヒューマノイドのヘラー軍の最高司令官。U40を制圧した後に地球攻撃の責任者としてヘラー艦隊を指揮するために地球へ派遣された。その際、搭乗艦をジョーニアスに破壊され、宇宙空間で艦橋を破壊されるも生存し、その後土星の衛星タイターンに前線基地を築き、地球攻略の指揮を執った。
目的達成のためには手段を選ばず、何も知らない子供をも利用するなど卑劣な人物。幹部として懐が深い一面があり、登場初期ではヘルキャットがジョーニアスに敗北して動揺する兵士たちと違い、久々に強い敵と出会えたことを嬉々とする描写があった。
最期は負けを認めアミアがU40に連れて行かれたことをジョーニアスに伝え高笑いするが、落ちてきたタイタン基地の瓦礫の直撃を受けて死亡した。

### その他
- ナレーター - 蟹江栄司

### ゲスト
- 隊員 - 池田勝、二又一成、塩沢兼人（第1話）
- 伊海田弘、津田英三（第2話）
- タカシ - 小原乃梨子（第3話）
- 島田 - 仲木隆司（第3話）
- 宮村義人、友近恵子、亀井三郎、加藤早紀子（第3話）
- 機長 - 久木念（第4話）
- 古川登志夫、宮村義人、上恭ノ介、岡田なほ子（第6話）
- ロボット101号 - 永井一郎（第7話）
- バルタン星人 - 寺島幹夫（第8話）
- 田島 - 池水通洋（第8話）
- 南田 - 宮内幸平（第9話）
- 清水 - 池田秀一（第9話）
- 助手 - 西川幾雄、塩沢兼人（第9話）
- ジョージ佐竹 - 久木念（第10話）
- 治子 - 鈴木弘子（第10話）
- 宏 - 中川まり子（第10話）
- 少年たち - 松岡洋子、蒔村三枝子、加藤早紀子（第10話）
- 大河原 大介 - 内海賢二（第11話）
- 大河原 一郎 - 太田淑子（第11話）
- 首脳 - 池田勝、品川徹、小野丈夫（第11話）
- 緒方賢一、品川徹、蒔村三枝子（第12話）
- 木下 - 安原義人（第13話）
- 木下の祖母[注釈 14] - 赤木葉子（第13話）
- 稲葉 - 上恭ノ介（第13話）
- スタッフ - 緒方賢一、牧村泉三郎、塩沢兼人、千葉繁（第14話）
- 品川徹、稲葉実（第15話）
- 船長 - 水鳥鉄夫（第16話）
- 船員 - 村山明（第16話）
- ドクター - 八奈見乗児（第16話）
- 女客 - 岡田なほ子（第16話）
- ユリコの父[注釈 15] - 緑川稔（第18話）
- つるみ - 亀井三郎（第18話）
- 漁師 - 稲葉実、山口健、大山たかお（第18話）
- ウルトラ族の男 - 青野武、若本紀和[注釈 16]（第20話）
- ウルトラ族の女 - 宮内牧子（第20話）
- コンピューター / ウルトラ兵士 - 二又一成（第20話）
- ザミアス - 加藤修（第21話）
- 田中康郎、水鳥鉄夫、品川徹（第21話）
- フク（マルメの母） - 藤夏子（第22話）
- ザーモス - 緒方賢一（第22話）
- 青木 - 井上真樹夫（第23話）
- アルファ・ケンタウリ第1惑星の王女 - 島本須美（第24話）
- 王女の侍従[注釈 17] - 大久保正信（第24話）
- アルファ・ケンタウリ第5惑星人 - 小野丈夫、塩沢兼人（第24話）
- ギバルーガ - 飯塚昭三（第26話）
- バラドン星人 - 飯塚昭三（第27話）
- アナウンス - 友近恵子（第27話）
- 科学者 - 塩沢兼人、福士秀樹、二又一成（第28話）
- ジャダン星人・ボア - 飯塚昭三（第29話）
- 佐藤由美子、松田重治（第29話）
- 館長 - 大久保正信（第30話）
- 二又一成、橋本茂雄（第30話）
- 小高京子（第31話）
- 暗黒星人バビラー[注釈 18] - 大竹宏、千葉繁（第32話）
- 室長 - 桜本晶弘（第34話）
- 管制官 - 二又一成（第34話）
- クメ - 福士秀樹（第34、35話）
- カネダ - 上恭ノ介（第34、35話）
- ノア - 岡本茉利（第36話）
- ノアの父[注釈 19] - 小野丈夫（第36話）
- 小関一、稲葉実、千葉繁、品川徹（第37話）
- 兵士A - 稲葉実（第38話）
- EGG3司令官 - 品川徹（第39話）
- 職員 - 千葉繁、山口健（第39話）
- フェデリコ - 栗葉子（第40話）
- 千葉繁、稲葉実、山内真理子[注釈 20]（第40話）
- 田中康郎、稲葉実、千葉繁（第41話）
- ハタリ船長 - 相模太郎（第42話）
- タンカー船長 - 伊海田弘（第42話）
- 二又一成、広瀬正志、稲葉実（第43話）
- ジンダ - 木原正二郎（第45話）
- 屋良有作（第47話）
- 扇谷敏、植田敏正（第48話）

## 地球防衛軍/科学警備隊
地球防衛軍は地球防衛をはじめ、宇宙開発や地球各地の観測、地球全体の平和と生命体の保護を目的として設立された国際連合組織であり、南北アメリカ、ヨーロッパ、アフリカ、極東に各ゾーンが配置されている。科学警備隊は地球防衛軍の指揮下にある怪事件を専門とする各部門のスペシャリストが所属する特別チームで、それぞれの支部が各ゾーンに置かれている。活動にあたっては、地球防衛軍の各セクションと緊密に連絡を取っている。
シリーズ中盤での隊長の交代劇があり、父親的なキャラクターのアキヤマキャップから兄貴分的なキャラのゴンドウキャップに交代した。

### 極東ゾーン基地
科学警備隊日本支部は、地球防衛軍の富士山麓の樹海を切り開いて建造された広大な敷地を擁する地球防衛軍の極東ゾーンに置かれている。メカの発進口や外部からの攻撃に対応するための兵器を装備している。
内部には、科学警備隊隊員たちが勤務する「パドック」と呼ばれる作戦司令室やリラックス用スペースのラウンジをはじめ、防衛軍一般隊員も休憩時に使用する喫茶室や各隊員たちの私室、ロボット工場、射撃場、研究室、スーパーマードック号の格納庫などが点在し、中盤以降は極東ゾーンの一部を改造してウルトリア専用ドックも造られた。
また、科学警備隊の他にも、分析班や医療班、宇宙生物研究班、怪獣処理班、航空班、宇宙監視班、海洋観測班といった各セクションが存在する。

#### 科学警備隊隊員服
ライトブルーを基調としホワイトのラインが入ったデザインで、耐熱・耐寒性に優れており、隊長服は左上腕部に階級章を付けている。ゴンドウやヒカリはユニフォームの上から紺色のハーフコートを羽織ることが多い。

#### 隊員装備
SGシーバー
全隊員が左腕に装着している腕時計型通信機。通信時にには伸縮式の内蔵アンテナを伸ばす。
SGメット
陸戦時や各メカに搭乗する際に被るシールド付きのジェットタイプのヘルメット。シールドは額のボタンを押すことで出る。密着性の高いチンガードが付いた顎紐が特徴。
宇宙服
他の惑星や宇宙空間での活動時に着用する高い気密性を誇る専用服。
耐圧服
飛行メカで高高度を飛行する際に着用する専用服。
特殊ヘルメット
宇宙服や耐圧服を着用する際に被る専用ヘルメットで、SGメットとは形状が異なり、頭部から首まで覆う。
ウルトラガン
隊員たちの標準装備であるレーザー光線銃で、腰のホルスターで携行する。通常はレーザーを発射するが、麻酔弾やショック弾を発射することも出来る。さらに銃口にアタッチメントを取り付けることで、様々な実体弾の使用も可能。
グレネード・ガンディ
携帯式ロケットランチャー。シューターASSなどで運搬されて使用する。マルメが多用しており、紫色の前期型と、深緑色の後期型の2種類がある。ミサイル戦車の攻撃が通じないワニゴドンに対し、接近して使用することで、3発で倒した他、アーストロンも倒した。
サンプル採集キット
第1話でシーグラが乗っていた流氷を調査するために使用。
次元コンパス
第22話でマルメがザーモスを異次元に送り返すためにピグと共同で設計・製作した小型装置。
探知機
様々な生物・物質を探知出来る装置。第25話で使用。
光子レーザー砲
墜落したステーションN3から取り外した大型レーザー砲。第34・35話でトベとマルメが使用。プリズンのウルトラエネルギーを繋げることで、怪獣を倒せる威力を発揮した。
特殊通信機
第46話でトベがジョーニアスと交信するために開発した、特殊サイクルを用いた通信機。後にヒカリの手で改良され、対話可能になった。

#### メカニック
スーパーマードック
トベ設計の空・海底・宇宙空間対応の大型収納攻撃空母艦機。元は極東ゾーン司令部直属の最新鋭機として開発されたが、アキヤマによって専用機として導入が決まった。バーディ、ベータミーの母機でもあり、機体両側から飛行時に発進させる。光子レーザー砲と各種ミサイル、レーザーネットが武器。また、遠距離任務の最前線基地としての機能を持つ。簡単な分析を行なえる科学室も存在する。後に潜水エンジンや耐水圧を強力に改造した潜水モードに変形できるようになった。第37話でヘラー軍団の宇宙船の攻撃で破損し、グモンスの攻撃を受けて大破した。

バーディ
カナード翼にレーザー砲とミサイルを装備した偵察攻撃用小型戦闘機。軽快な運動性を誇る、各隊員搭乗の真っ赤な量産型トルーパー機。また、第47話では、宇宙空間での戦闘に耐えるため、推進部分などが改造されたスペースバーディが出撃し、同機2機でヘラー軍団地球方面軍の戦闘機隊を全滅させている。

ベータミー
スーパーマードックに搭載している複座式の試作改良型小型垂直離着陸機で、偵察攻撃機。両翼のテイルジェットが180°可変し、垂直離着陸が可能。機体腹部に回転式連装レーザー砲やスーパーミサイルを搭載。また、第48話で同型のスペースベータミーが登場している。

旧式戦闘機
バーディーの開発以前に運用されていた戦闘機。

高速戦闘機（実験用高速戦闘機）
ヒカリと地球防衛軍の青木が搭乗した、機動性よりも加速性を重視してトベが改造した試作戦闘機。

パッセージャー号
高性能地底探査用車両。ドリルを高速回転して、水陸地中を突き進む。ミサイル弾と光線砲を装備。機体下部のファンにより短距離のホバリングが可能。また、実戦テスト用のダブルドリルの2号機、パッセージャーII号もあり、第33話に登場した。

シューターASS
科学警備隊の地上移動用の6輪型超高速特殊自動車で、航空機では入れ込めない場所で活躍する。ガルウイングドアが特徴的で、分析機やレーダーを内蔵し、レーザー砲を左右のフェンダー上部に搭載しており、小型研究室を持つ頑丈なスーパーカー。

ステーションホークN3
宇宙空間を飛ぶ光子エネルギーによって宇宙航行が可能な迎撃用宇宙艇。地球周回軌道上に浮かぶ防衛軍所有の宇宙ステーションであるEGG3との連絡にも使われている。装備として、プラズマミサイルや光子レーザー砲がある。第34話でプラズーンに破壊された。

巨大戦闘艦ウルトリア
古代ウルトラ人がU40と地球の危機の際に備えて南極地底3000メートルに隠匿してあった。大賢者がアミアを使者としてウルトリアを探索させ、そのまま科学警備隊に授けられた全長300メートルを越える超巨大宇宙戦艦。
第37話で撃墜したスーパーマードックに代わり科学警備隊の主力兵器となる。艦体の中央部（α号）と後部両翼部（β号）に分離して独立行動・攻撃が出来る。
スペースワープ航法により、地球から200万光年離れたU40へも惑星間航行可能。動力源はウルトラ素粒子で、出力は全世界の原発エネルギーの10倍に達し、補給・点検は100年間不要。一人でも操縦可能。人工重力機能により、宇宙空間や重力圏離脱を行っても搭乗者は無重力感や衝撃を感じずに済む。兵装はレーザー砲、艦首突起部の大型ビーム砲（確認できる使用は三度）と艦載機発進口後方の連装大型ミサイルをはじめ、怪獣の体を貫通するほどの威力を持つ3連装反陽子砲をα号上面に3基、下部に1基、β号翼前端部に大型3連装反陽子砲を2基とその後ろ上面に小型混載反陽子砲塔が確認できるが、トベ隊員のウルトリア分析によるとこのような反陽子砲を150門装備しているらしい。数本のマニピュレーターも装備している。
スペースバーディやスペースベータミーは、ウルトリアによってもたらされた技術を基に開発されている。
同艦の配備にあたり科学警備隊極東ゾーン基地は大改築を施され、繋留中の威容はさながら基地構築物の一部である。第49話でウルトラ艦隊とともにU40衛星軌道上に差し掛かったところ、ウルトラマインドを用いたヘラー軍団の極太ビーム砲撃を受けてウルトラ艦隊とともに窮地に陥った。やむを得ず撃破されたと装って噴射口を閉めた上でエンジン全開とし暴走させ、惑星上に突入。落下しながらヘラーシティの防衛タワーに体当たりを敢行し一部を破壊、平地に不時着して科学警備隊員が脱出した後に爆発した。一見無謀な方法であったが、ヘラーシティのバリアと防衛システムの一部を破壊することができ、また、これにより科学警備隊員が無事突入でき、U40解放へつながった点で大殊勲であったといえる。

## スタッフ
- プロデューサー - 円谷皐、満田かずほ（以上、円谷プロダクション）、忠隈昌(TBS)
- チーフディレクター - 鳥海永行（第13話まで）→神田武幸（第14話以降）
- 作画監修・キャラクターデザイン - 二宮常雄
- メカニックデザイン - 大河原邦男[注釈 23]→河森正治[注釈 24]（スタジオぬえ）
- デザイン - 高橋昭彦、山口修
- 怪獣原案[51] - 高橋昭彦、鯨井実、旭靖美、小川富美夫、斉藤誠一
- 美術 - 中村光毅、坂本伸人、宮川一男、佐藤信、新井寅雄
- 編集 - 鶴渕友彰、小谷地文雄
- 音楽 - 宮内國郎、冬木透
- 録音ディレクター - 鳥海俊材
- 製作プロデューサー - 渋江晴夫
- アニメーション制作 - 日本サンライズ
- 製作 - 円谷プロダクション、TBS

## 音楽
ウルトラシリーズとしては初めて、音盤化を前提としたBGMが作られた。第1回録音分はシリーズとしては『ウルトラマン』以来、円谷プロ作品としても『トリプルファイター』以来の登板（『恐竜戦隊コセイドン』では主題歌作曲のみ担当）となった宮内國郎。実写ではなくアニメという、シリーズの新機軸を打ち出した作品ではあるが、音楽面では原点回帰を狙った。
宮内による音楽はジャズのビッグ・バンドという、彼の十八番とする編成ながら、『ウルトラQ』や『ウルトラマン』よりも規模は大きい。全てロサンゼルスで録音され、シリーズ初の海外録音ともなった。主題歌のアレンジ、科学警備隊のテーマといった主要モティーフを中心に、Mナンバーにして60曲が用意された。なお、実際の音楽には弦楽器も含まれているが、これは日本に帰ってきてからオーバーダビングされたもの。これらの曲はLP「組曲 ザ☆ウルトラマン」という形のサントラ盤（日本コロムビア）として、番組開始とほぼ同時に発売された。
番組開始直後、追加録音が早速決まり、冬木透が新たに登板した。録音は国内において管弦楽の編成で行われた。冬木による音楽はLP「交響詩ザ☆ウルトラマン」としてリリースすることを前提に、宮内作曲の主題歌アレンジ曲、挿入歌メロディ入りカラオケ（通称メロオケ）、冬木版ウルトラマンのテーマや科学警備隊のテーマなど、Mナンバーにして57曲が録音され、番組でも第10話から宮内の音楽と併用された。しかし、冬木による追加録音曲は『交響詩〜』としての単独発売はされず、『ウルトラセブン』、『帰ってきたウルトラマン』、『ウルトラマンA』のBGMと併せた二枚組LP「冬木透の世界」として世に出ることとなった。一部、「交響詩」に組み込まれなかった曲（冬木版科学警備隊のテーマなど）もあったが、それらは1989年発売のCDで日の目を見ることになった。なお、冬木担当分の楽曲「スクランブル!科学警備隊」は『ウルトラマン80』第14話のスカイハイヤーが降下するシーンで流用され、ワンダバコーラスを被せたヴァージョンが「スクランブル2006」として『ウルトラマンメビウス』第17話で使用された。
劇中音楽の追加録音と並行して挿入歌・イメージソング（下記）も新規に録音された。作曲は冬木透を中心に、円谷プロ社長（当時）だった円谷皐も<谷のぼる>名義で行っている。これらの曲は主題歌2曲とともにLP「ザ☆ウルトラマン ヒット曲集」に収録された。
また、LPではなくシングル盤収録の「ザ・ウルトラマン・ディスコ・フィーバー」という曲（作曲・編曲：宮内國郎 / 演奏：ロサンゼルス・ウルトラ・バンド）もあった。これは劇場版『実相寺昭雄監督作品ウルトラマン』で使用された「ディスコウルトラマン」のB面曲である。両曲ともインスト曲ではあるが、日本コロムビアの主題歌・挿入歌CDで聴くことができる。
このように本作品は結果的に宮内國郎と冬木透というウルトラシリーズの音楽の二大巨匠が顔合わせをし、かつ、シリーズ初のステレオBGMおよび海外録音、そしてヒット曲集の発売という、質量ともに類を見ないものになった。

### 主題歌
オープニングテーマ - 「ザ☆ウルトラマン」
作詞 - 阿久悠 / 作曲・編曲 - 宮内國郎 / 歌 - ささきいさお、コロムビアゆりかご会
エンディングテーマ - 「愛の勇者たち」
作詞 - 阿久悠 / 作曲・編曲 - 宮内國郎 / 歌 - ささきいさお
エンディングテーマが存在するのは、本作品がウルトラシリーズ初の事例。
BGM担当者が主題歌も作曲するのは、同シリーズでは『ウルトラセブン』以来。
2曲ともカラオケは劇中音楽と同様、ロサンゼルスで録音された。

### 挿入歌・イメージソング
「ウルトラマン賛歌」
作詞 - 満田かずほ / 作曲・編曲 - 冬木透 / 歌 - ささきいさお、くにたちカンマーコール
歌を担当したささきは、今まで歌った中で一番苦しんだ難しい曲と語っている。
「ウルトラの星」
作詞 - 谷のぼる / 作曲・編曲 - 冬木透 / 歌 - コロムビアゆりかご会
「ムツミの歌」
作詞 - 満田かずほ / 作曲 - 谷のぼる / 編曲 - 高田弘 / 歌 - 堀江美都子
「スーパーマードック」
作詞・作曲 - 谷のぼる / 編曲 - 高田弘 / 歌 - ささきいさお、くにたちカンマーコール
「我ら科学警備隊」
作詞 - 満田かずほ / 作曲 - 谷のぼる / 編曲 - 高田弘 / 歌 - ささきいさお、くにたちカンマーコール
「ロボット・ピグの歌」
作詞 - 谷のぼる / 作曲 - 冬木透 / 編曲 - 丸山雅仁 / 歌 - 滝口順平
「明日に……」
作詞・作曲 - 谷のぼる / 編曲 - 高田弘 / 歌 - 富山敬
第18話に使用され、第23話では、インストが使用された。
「怪獣レクイエム」
作詞 - 満田かずほ / 作曲・編曲 - 冬木透 / 歌 - ささきいさお、くにたちカンマーコール
次作『ウルトラマン80』の第15話で、城野エミ隊員が怪獣ミューに子守唄を歌うシーンで使用され、第44話では、80と妄想ウルトラセブンが戦うシーンでインストが使用された。また、『5夜連続シリーズ スーパーTV』の「人気怪獣大パレード」（1984年3月26日-30日、『ウルトラマンタロウ』、『ミラーマン』、『ファイヤーマン』、『ジャンボーグA』のダイジェスト版で構成）のエンディングとしても使用されている。

## 各話リスト
| 話数   | 放送日        | サブタイトル                              | 脚本     | 絵コンテ   | 演出       | 登場怪獣 | 登場怪獣 |
| ------ | ------------- | ----------------------------------------- | -------- | ---------- | ---------- | --- | -------- |
| 第1話  | 1979年 4月4日 | 新しいヒーローの誕生!!                    | 阿部桂一 | 鳥海永行   | 石田昌久   | - 冷凍怪獣シーグラ（4体） |          |
| 第2話  | 4月11日       | 光るペンダントの秘密                      | 吉川惣司 | 古川順康   | 古川順康   | - 竜巻き怪獣スパイラル |          |
| 第3話  | 4月18日       | 草笛が夕日に流れる時…                     | 星山博之 | 四辻たかお | 四辻たかお | - 分裂怪獣ワニゴドン（3体） - 分裂怪獣ペロ |          |
| 第4話  | 4月25日       | 謎の赤い雲を追え!!                        | 若槻文三 | 小鹿英吉   | 小鹿英吉   | - 雲怪獣レッドスモーギ |          |
| 第5話  | 5月2日        | パッセージャー号地底突破!!                | 若槻文三 | 石田昌久   | 石田昌久   | - 地底怪獣タフギラン - 地底怪獣タフギラス - 地底子怪獣タフギラコ |          |
| 第6話  | 5月9日        | 燃える深海への挑戦                        | 荒木芳久 | 古川順康   | 古川順康   | - 溶岩怪獣ファイヤバドン |          |
| 第7話  | 5月16日       | 攻撃指令!目標はピグ!!                     | 若槻文三 | 石田昌久   | 石田昌久   | - 電子怪獣コンビューゴン - 宇宙怪獣 - ロボット101号 |          |
| 第8話  | 5月23日       | ヒカリ隊員の秘密が盗まれた!?              | 荒木芳久 | 安濃高志   | 安濃高志   | - 宇宙忍者バルタン星人 - モンスター怪獣ミコノス |          |
| 第9話  | 5月30日       | 目覚めた古代生物の恐怖!!                  | 星山博之 | 四辻たかお | 四辻たかお | - 頭脳怪獣ドルフィーゴ |          |
| 第10話 | 6月6日        | 見えたぞ! まぼろしの怪獣が…               | 藤川桂介 | 鳥海永行   | 古川順康   | - テレポート怪獣ザローム |          |
| 第11話 | 6月13日       | 科学警備隊へのチャレンジ!!                | 吉川惣司 | 布川郁司   | 安濃高志   | - 液体怪獣 - 機械怪獣ヘクトール - ブルドーザー兵器ヘクトール |          |
| 第12話 | 6月20日       | 怪獣とピグだけの不思議な会話              | 平野靖士 | 寺田和男   | 石田昌久   | - 同居怪獣オプト（チョウ、ジン、サン） |          |
| 第13話 | 6月27日       | よみがえった湖の悲しい伝説                | 星山博之 | 八尋旭     | 古川順康   | - 音波怪獣ガラドラス |          |
| 第14話 | 7月4日        | 悪魔の星が来た!!                          | 梓沢四郎 | 八尋旭     | 安濃高志   | - 火焔怪獣ゲロン - 火山怪獣ガドン - 宇宙怪獣ザイクロン - 謎の天体 |          |
| 第15話 | 7月11日       | 君がウルトラマンだ                        | 吉川惣司 | 鳥海永行   | 石田昌久   | - いん石獣ゴグラン（幼虫、成虫） |          |
| 第16話 | 7月18日       | 生きていた幻の鳥                          | 若槻文三 | 八尋旭     | 小鹿英吉   | - 幼鳥モア - 古代怪鳥キングモア |          |
| 第17話 | 7月25日       | ベータミーが消えた!!                      | 若槻文三 | 鳥海永行   | 石田昌久   | - こん虫獣バダン |          |
| 第18話 | 8月1日        | 謎のモンスター島                          | 吉川惣司 | 奥田誠治   | 古川順康   | - 岩礁怪獣アイランダ（超巨大怪獣） - 岩礁怪獣アイランダ（小型怪獣） |          |
| 第19話 | 8月8日        | これがウルトラの星だ!! 第1部              | 吉川惣司 | 小田経堂   | 石田昌久   | 精神寄生体 - は虫怪獣 ゲラド - は虫怪獣 ジャニュール - は虫怪獣 ベドラン |          |
| 第20話 | 8月15日       | これがウルトラの星だ!! 第2部              | 吉川惣司 | 小田経堂   | 辻勝之     | - 凶悪星人バデル族（多数体） |          |
| 第21話 | 8月22日       | これがウルトラの星だ!! 第3部              | 吉川惣司 | 小田経堂   | 辻勝之     | - 凶悪星人バデル族（多数体） - 暗黒怪獣バゴン - は虫怪獣ジャニュール三世 |          |
| 第22話 | 8月29日       | 南海の怪しい空間                          | 星山博之 | 八尋旭     | 八木岡正美 | - 異次元怪獣ザーモス |          |
| 第23話 | 9月5日        | 超音速の対決                              | 星山博之 | 高橋資祐   | 辻勝之     | - 高速怪獣ザンバ |          |
| 第24話 | 9月12日       | ふたりのムツミ隊員                        | 吉川惣司 | 奥田誠治   | 古川順康   | - 宇宙竜ドラゴドス - アルファ・ケンタウリ第1惑星王女 - アルファ・ケンタウリ第5惑星人（名前のみ） |          |
| 第25話 | 9月19日       | 悪魔の花園                                | 荒木芳久 | 松浦錠平   | 辻勝之     | - 毒花怪獣デスバラン |          |
| 第26話 | 9月26日       | 地球最大の危機!!                          | 平野靖士 | 石黒昇     | 八木岡正美 | - 凶暴怪獣ギバルーガ |          |
| 第27話 | 10月3日       | 怪獣島浮上!!                              | 若槻文三 | 坂田透     | 辻勝之     | レッドキングと怪獣軍団 - どくろ怪獣レッドキング - 凶暴怪獣アーストロン - 爆弾怪獣ゴーストロン - プラスチック怪獣ゴギネズラ - 青色発泡怪獣アボラス - 赤色火炎怪獣バニラ - 宇宙悪魔バラドン星人（少数）     |          |
| 第28話 | 10月10日      | 新キャップが来た!!                        | 吉川惣司 | 蛭田充     | 八木岡正美 | - 合体怪獣ダバラン - 象怪獣 - 翼竜怪獣 |          |
| 第29話 | 10月17日      | 悪魔のUFO大襲来                           | 若槻文三 | 白土武     | 又野弘道   | - 侵略星人ジャダン - 双頭怪獣ジャゴン |          |
| 第30話 | 10月24日      | 動きだした巨大化石                        | 星山博之 | 山口務     | 八木岡正美 | - 骨怪獣スケルドン |          |
| 第31話 | 10月31日      | ウルトラの女戦士                          | 吉川惣司 | 横山裕一郎 | 辻勝之     | - 宇宙星獣ガルバドス |          |
| 第32話 | 11月7日       | 宇宙からの物体X                           | 若槻文三 | 横山裕一郎 | 八木岡正美 | - 暗黒星人バビラー - ロボ怪獣メガザウラ |          |
| 第33話 | 11月14日      | GO!! マグマの決死圏                       | 星山博之 | 白土武     | 又野弘道   | - 集結怪獣ガミバ |          |
| 第34話 | 11月28日      | 盗まれた怪獣収容星（前編）                | 平野靖士 | 満田かずほ | 辻勝之     | 宇宙怪獣群 - 宇宙怪獣ゴードリアン - 宇宙海賊インベド人（多数体） - 宇宙怪獣プラズーン - 宇宙怪獣ジナリオ - 宇宙怪獣グロテング - 宇宙怪獣アグジョン - 宇宙怪獣デスパワー - 宇宙怪獣ズーマ - 宇宙怪獣グロル |          |
| 第35話 | 12月5日       | 盗まれた怪獣収容星（後編）                | 平野靖士 | 満田かずほ | 八木岡正美 | 宇宙怪獣群 - 宇宙海賊インベド人（多数体） - 宇宙怪獣プラズーン - 宇宙怪獣ジナリオ - 宇宙怪獣グロテング - 宇宙怪獣アグジョン - 宇宙怪獣プトゴリア - 宇宙怪獣イドヅノス                                     |          |
| 第36話 | 12月12日      | 宇宙から来た雪女                          | 宮田雪   | 山口務     | 関田修     | - 白鳥座82番星人ノア - 氷結怪獣ダランチュラス |          |
| 第37話 | 12月19日      | ウルトラの星U40の危機!! ウルトリアの謎?   | 吉川惣司 | 藤岡正宣   | 辻勝之     | ヘラー軍団 - ヘラー - ロイガー - ヘラー軍兵士 - カプセル怪獣グモンス |          |
| 第38話 | 12月26日      | ウルトラ大戦争!! 巨大戦闘艦ウルトリア出撃 | 吉川惣司 | 横山裕一郎 | 八木岡正美 | ヘラー軍団 - ロイガー - ヘラー軍兵士 - カプセル怪獣グモンス |          |
| 第39話 | 1980年 1月9日 | ねらわれた巨大戦闘艦ウルトリア            | 吉川惣司 | 白土武     | 又野弘道   | 巨大怪猫ヘルキャット |          |
| 第40話 | 1月16日       | 怪獣を連れた少年                          | 平野靖士 | 坂田透     | 辻勝之     | - オペルニクス星人フェデリコ - ペット怪獣オロラーン - 改造オロラーン |          |
| 第41話 | 1月23日       | 激突!! ウルトラマン対ウルトラマン         | 若槻文三 | 藤岡正宣   | 関田修     | - 回転怪獣ギロス - にせウルトラマンジョーニアス - 宇宙兵士ギロ星人 |          |
| 第42話 | 1月30日       | ウルトラマン生けどり作戦                  | 吉川惣司 | 山崎和男   | 八木岡正美 | - 宇宙ハンターハタリ - 大型戦艦 |          |
| 第43話 | 2月6日        | 怪獣になったモンキ!?                      | 平野靖士 | 白土武     | 辻勝之     | - 電送怪獣ネオドストニー - ドストニー1号 - ドストニー2号 - モンキ・ドストニー |          |
| 第44話 | 2月13日       | ウルトリアが二つに割れた!?                | 若槻文三 | 坂田透     | 関田修     | - 宇宙魔軍サイエン星人 - 隕石円盤サイエンダー - 円盤怪獣スペーダー - カプセル怪獣カペラドン（10体） |          |
| 第45話 | 2月20日       | 爆弾を抱いたピグ                          | 平野靖士 | 白土武     | 辻勝之     | - 積雲怪獣ゴルディング - アンドロイド201部隊 |          |
| 第46話 | 2月27日       | よみがえれムツミ                          | 吉川惣司 | 横山裕一郎 | 関田修     | - メカ怪獣ゲドン - ヘラー軍宇宙円盤 |          |
| 第47話 | 3月5日        | ウルトラの星へ!!第1部 女戦士の情報        | 吉川惣司 | 白土武     | 又野弘道   | ヘラー軍団 - ヘラー軍兵士 - ヘラー軍地球攻撃司令官 |          |
| 第48話 | 3月12日       | ウルトラの星へ!!第2部 前線基地撃滅        | 吉川惣司 | 山口和十八 | 辻勝之     | 合成獣ヘラ・ウマーヤ |          |
| 第49話 | 3月19日       | ウルトラの星へ!!第3部 U艦隊大激戦         | 吉川惣司 | 斧谷稔     | 関田修     | ヘラー軍団 - ヘラー - ヘラーのペットパンサー - ヘラー軍兵士 |          |
| 第50話 | 3月26日       | ウルトラの星へ!!完結編 平和への勝利       | 吉川惣司 | 斧谷稔     | 関田修     | ヘラー軍団 - ヘラー - ヘラーのペットパンサー - ヘラー軍兵士 - 処刑怪獣マクダター |          |

- 各怪獣の詳細はザ☆ウルトラマンの登場怪獣を参照。
- 1980年1月2日は正月特番のため休止。

## ネット局
放送時間の出典は個別に提示されているものを除き、1980年1月中旬 - 2月上旬時点のものとする。
- TBS（制作局）：水曜 19:00 - 19:30
- 北海道放送：水曜 19:00 - 19:30
- 青森テレビ：水曜 19:00 - 19:30
- 岩手放送：水曜 19:00 - 19:30
- 東北放送：水曜 19:00 - 19:30
- 秋田放送：木曜 17:30 - 18:00（1980年3月27日まで放送[55]）
- 山形放送：木曜 17:30 - 18:00
- 福島テレビ：水曜 19:00 - 19:30
- 新潟放送：水曜 19:00 - 19:30[56]
- 信越放送：水曜 19:00 - 19:30
- テレビ山梨：水曜 19:00 - 19:30
- 北日本放送：木曜 17:00 - 17:30（1979年10月11日から1980年10月2日まで放送）[57]
- 北陸放送：水曜 19:00 - 19:30[56]
- 福井放送：火曜 18:00 - 18:30[58]
- 静岡放送：水曜 19:00 - 19:30
- 中部日本放送：水曜 19:00 - 19:30[59]
- 毎日放送：水曜 19:00 - 19:30[60]
- 山陰放送：水曜 19:00 - 19:30
- 山陽放送：水曜 19:00 - 19:30
- 中国放送：水曜 19:00 - 19:30
- テレビ山口：水曜 19:00 - 19:30
- 四国放送：木曜 17:30 - 18:00（1980年3月27日まで放送[61]）
- 南海放送：木曜 17:30 - 18:00（1980年3月27日まで放送[61]）
- テレビ高知：水曜 19:00 - 19:30
- RKB毎日放送：水曜 19:00 - 19:30[62]
- 長崎放送：水曜 19:00 - 19:30
- 熊本放送：水曜 19:00 - 19:30
- 大分放送：水曜 19:00 - 19:30
- 宮崎放送：水曜 19:00 - 19:30
- 南日本放送：水曜 19:00 - 19:30
- 琉球放送：水曜 19:00 - 19:30

## 他媒体展開

### ウルトラシリーズへの登場
『ウルトラマン怪獣大決戦』
実写映画作品。ウルトラマンジョーニアスが登場。
『新世紀ウルトラマン伝説』
実写映画作品。ウルトラマンジョーニアスが登場。本作品の映像の流用で本作品の怪獣（ゲラドやバゴン）を紹介。
『新世紀2003ウルトラマン伝説 THE KING'S JUBILEE』
実写映画作品。ウルトラマンジョーニアスが登場。
『ウルトラマン列伝』
テレビ番組。第100話のナビゲーターを務めたウルトラマンベリアルが「100話」にちなみ、自身が変貌した百体怪獣ベリュドラの構成怪獣を紹介する際、唯一本作品からの出典であったレッドスモーギが登場する第4話を紹介した。これを見たベリアルは、ジョーニアスとの手合わせを熱望していた。
『新ウルトラマン列伝』
テレビ番組。第49話ではバルタン星人の話を行っていた際、グローザ星系人・氷結のグロッケンが『列伝』第100話でベリアルがジョーニアスに興味を持っていたことから、ジョーニアスにもバルタン星人と戦った経験があることを述べ、その戦いを紹介する形で本作品の第8話が取り上げられた。
第105話冒頭では歴代ウルトラ戦士とともに新撮の実写映像で登場。
最終話の第155話ではナビゲーターのウルトラマンゼロが「とっておきの戦士」として『ウルトラマン怪獣大決戦』のベドラン戦映像（音声は原作に基づいたSEと劇範による新録）でジョーニアスを紹介し、ウルトラマンギンガとウルトラマンXが感想を述べた。締めのウルトラ戦士集合映像（新撮）にも登場。
『ウルトラギャラクシーファイト 大いなる陰謀』
特撮Webドラマ。実写作品への登場は『新世紀2003ウルトラマン伝説』以来17年ぶりとなる。声は金光宣明。スーツは『ウルトラマンフェスティバル2019』登場時に制作された新スーツ（ウェットスーツ素材ではなく繊維だったり、覗きの処理や、旧スーツで銀色だったマスクの成形色をソフビと同じ白色にするなど、アニメに近いプロポーション）で、映像作品では初登場となる。
Chapter.3『明かされし野望 -The Appearance-』に登場。他のウルトラマンたちと協力して、アブソリュートタルタロスの陰謀に立ち向かう。

### 映画
『長篇アニメ映画 ザ☆ウルトラマン ウルトラの星へ!!』
2024年10月4日公開の『円谷映画祭2024 Part1』内で公開の映画。放送開始45年とBlu-rayBOXの発売を記念し、第47-50話の最終回4部作をHDリマスター版で94分の長編映画として再構成しており、音声はドルビーアトモス化され島本須美による新規ナレーションも追加している。

### 映像ソフト化
- 1996年12月21日 - 1997年2月21日にかけてLD-BOX（全2集）が日本コロムビアより発売。
- 2008年5月23日にDVD-BOXがバンダイビジュアルより発売。
- 2024年11月22日 - HDリマスター版のBlu-ray BOXが円谷プロダクションより発売[68][69]。

### 海外版
アメリカ合衆国にて、2本の英語吹き替え&再編集版が公開された。
The Adventures of Ultraman
1981年公開。日本国内では「LD-BOX」の映像特典として収録。
- 脚本・監督 - Jeff Segal
- 音楽 - Mark McKinniss
- 音楽プロデューサー - 玉川静(Sussie Tamagawa名義)
- アソシエイトプロデューサー - Ken Fukui
- プロデュース - 円谷皐、満田かずほ、忠隅昌

Ultraman II The Further Adventures of Ultraman
1983年公開。日本未公開。
- 共同制作 - Associates Entertainment International
- 製作総指揮 - Mark Cohen
- プロデュース - 円谷粲、Sidney L.Kaplan
- アソシエイトプロデューサー - 大木淳
- 監督・ナレーション - Tom Weiner
- 脚本 - Sidney L.Kaplan、Tom Weiner
- 原案 - 山浦弘靖
- アニメーション監督 - 秦泉寺博
- 特殊効果監督 - 東條昭平
- 音楽 - Toshiaki Tsushoma

### 漫画作品
- 小学館の学年別学習雑誌
  - 『小学一年生』1979年5月号 - 1980年4月号 かたおか徹治
  - 『小学三年生』1979年8月号付録、10月号付録 のなかみのる
  - 『小学五年生』1979年5月号 - 11月号 板橋しゅうほう
  - 『小学六年生』 1979年7月号付録 坂丘のぼる
- 『コロコロコミック』1979年春の特別増刊号 坂丘のぼる
- 『てれびくん』1979年4月号 - 1980年4月号 居村眞二

| 掲載号       | サブタイトル                   |
| ------------ | ------------------------------ |
| 1979年4月号  | 新しいヒーローの誕生!!         |
| 1979年5月号  | 雲怪獣レッド･スモーギ          |
| 1979年6月号  | ウルトラマンの大蛇たいじ       |
| 1979年7月号  | きょうふの巨大怪獣             |
| 1979年8月号  | ヒカリ対カゲ                   |
| 1979年9月号  | 恐竜天国                       |
| 1979年10月号 | 決死!燃料輸送作戦              |
| 1979年11月号 | 怪獣島浮上!!                   |
| 1979年12月号 | 氷づけのマンモス               |
| 1980年1月号  | 宇宙アメーバの襲来             |
| 1980年2月号  | にせウルトラマンジョーあらわる |
| 1980年3月号  | タイタン基地の決戦             |
| 1980年4月号  | U40へ!!                        |
- 『テレビマガジン』1979年4月号 - 1980年3月号 池原しげと
- 『たのしい幼稚園』1979年6月号 - 1980年4月号 森藤よしひろ
- 興陽館書店 単行本 古城武司

居村眞二による漫画版は、ミリオン出版より刊行された『ウルトラマン80 宇宙大戦争』に収録された。